# Wachenröder
Wachenröder (バッケンローダー) est un jeu vidéo de rôle tactique développé et publié par Sega pour la Saturn, et sorti en 1998 uniquement au Japon.